# 田中大士
田中 大士（たなか だいし、1965年5月5日 - ）は、日本のアナウンサー。

## 来歴・人物
福岡県田川郡出身。血液型B型。福岡県立田川高等学校、早稲田大学卒業。1980年代後半、tvkへプロパーとして入社。
入社後は、主にプロ野球横浜ベイスターズやスポーツ中継などを担当した後、WOWOWへ移籍。以後、主にサッカーやバスケットボール中継などを中心にスポーツ実況を担当している。
妻は、tvk時代の同僚だった有田真子。

## 出演番組

### tvk時代
- スポーツ中継
  - プロ野球中継（YOKOHAMAベイスターズナイター）実況
  - 高校野球中継（全国高等学校野球選手権神奈川大会）実況
  - 高校サッカー中継（全国高等学校サッカー選手権大会神奈川県予選）実況

### WOWOW時代
- スポーツ中継 実況
  - サッカー中継（ラ・リーガ、UEFAチャンピオンズリーグ、UEFAヨーロッパリーグ）
  - バスケットボール中継（NBA バスケットボール）など多数